# Olympias (Mond)
Olympias ist ein Mond des Hauptgürtel-Asteroiden (317) Roxane. Sein mittlerer Durchmesser beträgt 5,2 Kilometer.

## Entdeckung und Benennung
Olympias wurde am 24. November 2009 von William J. Merline, Peter M. Tamblyn, J. D. Drummond, J. C. Christou, A. R. Conrad, Benoit Carry, Clark R. Chapman, Christophe Dumas, Daniel D. Durda, W. M. Owen und B. L. Enke unter Verwendung adaptiver Optik mit dem 8,1-m-Gemini-North-Teleskop am Mauna-Kea-Observatorium auf Hawaii entdeckt. Die Entdeckung wurde zwei Tage später am 26. November 2009 bekanntgegeben; der Mond erhielt die vorläufige Bezeichnung S/2009 (317) 1.
Am 14. November 2020 wurde der Mond offiziell nach Olympias von Epirus (375–316 v. Chr.) benannt, der Mutter Alexanders des Großen und Gattin von Philipp II. von Makedonien. Die Ehefrau Alexanders hieß Roxane, welche die Namensgeberin des Mutterasteroiden ist. Der Name wurde aufgrund der Rolle Olympias beim Schutz von Roxane und des Sohnes Alexanders IV. nach dem frühen Tod Alexanders des Großen 323 v. Chr. gewählt. Roxane und Alexander IV. wurden um 310 v. Chr. auf Befehl Kassanders gemeinsam durch Gift getötet.

## Bahneigenschaften
Olympias umkreist Roxane auf einer Umlaufbahn in einem relativ weiten mittleren Abstand von 245 Kilometern zu deren Zentrum (etwa 26,3 Roxane-Radien). Die Bahnexzentrizität beträgt 0,074 und die Bahn ist um 161,1° gegen Roxanas Äquator geneigt; der Orbit des Mondes verläuft demnach retrograd um den Mutterasteroiden.
Olympias umrundet Roxane mit knapp 12 Tagen daher außergewöhnlich langsam; dies entspricht knapp 106 Umläufen in einem Roxane-Jahr (rund 3,5 Erdjahre). Vom Orbit von Olympias wird angenommen, dass er stabil ist, denn er liegt weit innerhalb von Roxanes Hill-Radius von 3.200 km, jedoch auch weit außerhalb des synchronen Orbits.

## Physikalische Eigenschaften

### Größe
Nach aktuellen Daten hat Olympias einen Durchmesser von 5,2 km (knapp 1/4 des Zentralkörpers), beruhend auf Roxanes geschätzter Dichte sowie dem entsprechenden angenommenen gleichen Rückstrahlvermögen von 9,3 %. Olympias ist ein unregelmäßig geformter Körper mit den Abmessungen 7,2 × 5,0 × 4,0, womit die Längsachse des Mondes beinahe doppelt so lang ist wie sein kürzester Durchmesser.
Ausgehend von einem mittleren Durchmesser von 5,2 km ergibt sich eine Oberfläche von etwa 84,9 km2, was knapp der Fläche des Schweizer Zürichsees entspricht.
Bestimmungen des Durchmessers für Olympias
| Jahr | Abmessungen km        | Quelle          |
| ---- | --------------------- | --------------- |
| 2009 | 5,0                   | Marsden et al.  |
| 2010 | 5,3                   | Durda et al.    |
| 2021 | 5,2 (7,2 × 5,0 × 4,0) | Drummond et al. |

Die präziseste Bestimmung ist fett markiert.

### Innerer Aufbau
Da Olympias eine ähnliche Farbe wie der Mutterkörper aufweist, geht man davon aus, dass der Mond aus demselben Material wie Roxane besteht und daher denselben Spektraltyp (E oder Xe) aufweist.
Die mittlere Oberflächentemperatur beträgt 157 K (−116 °C).